# Championnat d'Égypte de football 2022-2023
Navigation
Édition précédente Édition suivante
La saison 2022-2023 du championnat d'Égypte de football est la 65e édition du championnat de première division égyptienne. Les dix-huit clubs engagés sont regroupés au sein d'une poule unique où ils s'affrontent à deux reprises. En fin de saison, les trois derniers du classement sont relégués et remplacés par les trois meilleures formations de D2.
Le Zamalek SC est le tenant du titre. Le championnat commence le 18 octobre 2022 et se termine le 26 juillet 2023, trois journées du championnat se dérouleront en même temps que la Coupe du monde 2022.

## Participants
- Al Ahly Sporting Club
- Al-Masry Club
- Arab Contractors SC
- National Bank of Egypt SC
- ENPPI Club
- Future FC
- Ghazl El Mahallah
- Pyramids FC
- Pharco FC
- Ittihad Alexandrie
- Ismaily Sporting Club
- Ceramica Cleopatra FC
- Smouha Sporting Club
- Tala'ea El Geish
- Zamalek Sporting Club
- Assouan Sporting Club- Promu de D2
- El Dakhleya Football Club- Promu de D2
- Haras El-Hedood Club- Promu de D2

## Compétition

### Classement
| Rang | Équipe                    | Pts | J  | G  | N  | P  | Bp | Bc | Diff |
| ---- | ------------------------- | --- | -- | -- | -- | -- | -- | -- | ---- |
| 1    | Al Ahly Sporting Club     | 83  | 34 | 25 | 8  | 1  | 63 | 13 | +50  |
| 2    | Pyramids FC               | 73  | 34 | 22 | 7  | 5  | 58 | 24 | +34  |
| 3    | Zamalek Sporting Club T   | 60  | 34 | 17 | 9  | 8  | 52 | 36 | +16  |
| 4    | Future FC                 | 58  | 34 | 15 | 13 | 6  | 34 | 23 | +11  |
| 5    | Al-Masry Club             | 48  | 34 | 11 | 15 | 8  | 34 | 33 | +1   |
| 6    | ENPPI Club                | 45  | 34 | 13 | 6  | 15 | 34 | 40 | -6   |
| 7    | Arab Contractors SC       | 44  | 34 | 9  | 17 | 8  | 35 | 33 | +2   |
| 8    | Ittihad Alexandrie        | 43  | 34 | 12 | 7  | 15 | 36 | 43 | -7   |
| 9    | Pharco FC                 | 42  | 34 | 9  | 15 | 10 | 31 | 34 | -3   |
| 10   | Smouha Sporting Club      | 42  | 34 | 10 | 12 | 12 | 36 | 43 | -7   |
| 11   | Ismaily Sporting Club P   | 40  | 34 | 9  | 13 | 12 | 35 | 38 | -3   |
| 12   | National Bank of Egypt SC | 39  | 34 | 9  | 12 | 13 | 35 | 40 | -5   |
| 13   | Ceramica Cleopatra FC     | 37  | 34 | 7  | 16 | 11 | 31 | 32 | -1   |
| 14   | Tala'ea El Geish          | 36  | 34 | 8  | 12 | 14 | 33 | 45 | -12  |
| 15   | El Dakhleya P             | 35  | 34 | 7  | 14 | 13 | 32 | 43 | -11  |
| 16   | Assouan Sporting Club P   | 33  | 34 | 8  | 9  | 17 | 31 | 45 | -14  |
| 17   | Ghazl El Mahallah         | 33  | 34 | 8  | 9  | 17 | 26 | 47 | -21  |
| 18   | Haras El-Hedood Club      | 25  | 34 | 5  | 10 | 19 | 21 | 44 | -23  |

| Légende : Qualifications et relégations | Légende : Qualifications et relégations                                |
| --------------------------------------- | ---------------------------------------------------------------------- |
|                                         | Qualification pour la Ligue des champions de la CAF 2023-2024          |
|                                         | Qualification pour la Coupe de la confédération 2023-2024              |
|                                         | Relégation directe en Second Division                                  |
|                                         | T : Tenant du titre C : Vainqueur de la Coupe d'Égypte P : Promu de D2 |

## Bilan de la saison
| Championnat d'Égypte de football 2022-2023 |                                   |
| Champion                                   | Al Ahly Sporting Club (43e titre) |
| Qualifications continentales               |                                   |
| Ligue des champions de la CAF 2023-2024    | Al Ahly Sporting Club             |
| Ligue des champions de la CAF 2023-2024    | Pyramids FC                       |
| Coupe de la confédération 2023-2024        | Zamalek Sporting Club             |
| Coupe de la confédération 2023-2024        | Future FC                         |
| Promotions et relégations                  |                                   |
| Promus en Premier League                   | El Gouna FC                       |
| Promus en Premier League                   | ZED FC                            |
| Promus en Premier League                   | Baladiyyat El Mahallah            |
| Relégués en Second League                  | Assouan Sporting Club             |
| Relégués en Second League                  | Ghazl El Mahallah                 |
| Relégués en Second League                  | Haras El-Hedood Club              |